# Vermivora
Genre
Vermivora est un genre de passereaux de la famille des Parulidae.

## Systématique
Six espèces qui ont été longtemps placées dans ce genre ont été transférées dans Oporornis à la suite des travaux de Sangster (2008)

## Liste des espèces
D'après la classification de référence (version 2.6, 2010) du Congrès ornithologique international (ordre phylogénique) :
- Vermivora bachmanii – Paruline de Bachman
- Vermivora chrysoptera – Paruline à ailes dorées
- Vermivora cyanoptera – Paruline à ailes bleues